# Alexion Pharmaceuticals
Alexion Pharmaceuticals ist ein biopharmazeutisches US-amerikanisches Unternehmen mit Sitz in Boston. Das Unternehmen ist auf Arzneimittel zur Behandlung von seltenen und sehr seltenen Krankheiten spezialisiert (Orphan-Arzneimittel).

## Geschichte
Alexion wurde 1992 unter anderem von Leonard Bell gegründet, einem Professor für Innere Medizin und Pathologie an der Yale University.
2011 übernahm Alexion Taligen Therapeutics (Cambridge, Massachusetts) und gründete die Translational Medicine Group, um neue Produktkandidaten schneller in die klinische Prüfung bringen zu können. Ebenfalls 2011 übernahm Alexion Enobia Pharma (Montreal, Kanada) und deren Rechte an Asfotase alfa, einem Wirkstoff zur Behandlung von Hypophosphatasie. Im Jahr 2018 verlagerte das Unternehmen seinen Hauptsitz von New Haven in Connecticut nach Boston. Der Sitz der deutschen Vertriebsgesellschaft Alexion Pharma Germany GmbH ist München.
Im Juli 2021 wurde Alexion für 39 Milliarden Dollar von AstraZeneca übernommen, nachdem zuvor die Europäische Kommission die Genehmigung erteilt hatte.
Im Januar 2022 schloss Alexion eine Kooperations- und Lizenzvereinbarung zur Vermarktung und Weiterentwicklung des Herz-Medikamentes NI006 von Neuroimmune aus Zürich ab. Der monoklonale Antikörper NI006 bindet an krankheitsauslösende Formen von Transthyretin-Amyloidose (ATTR) und entfernt Amyloidablagerungen aus dem Herzgewebe.

## Kennzahlen
2020 erwirtschaftete das Unternehmen einen Umsatz von 6,1 Mrd. US-Dollar, die fast ausschließlich auf Soliris (4,1 Mrd. US-Dollar) beruhen. Alexion hat mehr als 50 Niederlassungen, darunter Tokio, Sydney, Zürich und München und beschäftigt weltweit ca. 2.500 Mitarbeiter.

## Medikamente
- Soliris (Eculizumab), ein C5-Komplement-Inhibitor zur Behandlung
  - der paroxysmalen nächtlichen Hämoglobinurie (PNH)
  - des atypischen hämolytisch-urämischen Syndroms (aHUS) und
  - der refraktären AChR-AK-positiven generalisierten Myasthenia Gravis (refraktäre gMG)
- Ultomiris (Ravulizumab) ist der erste und (Stand 2020) einzige zugelassene langwirksame C5-Komplement-Inhibitor für die Behandlung der PNH und des aHUS.
- Koselugo (Selumetinib) zur Behandlung von Kindern ab 3 Jahren und Jugendlichen mit symptomatischen, inoperablen plexiformen Neurofibromen (PN) bei Neurofibromatose Typ 1 (NF1).
- Danicopan, ein Inhibitor des Komplementfaktors D (Add-on-Therapie bei PNH)
- Strensiq (Asfotase alfa), zugelassen für die Indikation Hypophosphatasie.
- Kanuma (Sebelipase alfa, Behandlung des Lysosomale-saure-Lipase-Mangels (LAL-D)

## Pipeline
Nach Angaben des Unternehmens liegt der Schwerpunkt der Forschung und Entwicklung auf im Komplementsystem wirksamen Arzneistoffen. Der C5-Inhibitor Ravulizumab wird in Phase-3-Studien in verschiedenen weiteren nephrologischen Anwendungsgebieten untersucht. Als weitere in Phase-3 befindliche Prüfarzneimittel führt Alexion (Stand 2024) Anselamimab (AL-Amyloidose), Selumetinib (NF1-PN bei Erwachsenen) und Gefurulimab (gMG) an.